# James C. McGroddy Prize for New Materials
Der James C. McGroddy Prize for New Materials ist ein jährlich seit 1975 vergebener Preis der American Physical Society für Forschung zu neuartigen Materialien. Er ist mit 10.000 Dollar dotiert (Stand 2023).
Er ist seit 1999 (als IBM ihn zu sponsern begann) nach James C. McGroddy benannt. Davor hieß er International Prize for New Materials. McGroddy (* 1937) war Forschungsdirektor bei IBM und Senior-Vizepräsident und erhielt 1995 den George E. Pake Prize.

## Preisträger
- 1975: Heinrich Welker
- 1976: William G. Pfann, Henry C. Theurer
- 1977: Francis Bundy, H. Tracy Hall, Herbert Strong, Robert H. Wentorf Jr.
- 1978: John Sinfelt
- 1979: J. Eugene Kunzler, Bernd T. Matthias, John K. Hulm
- 1980: Pol E. Duwez, William Klement Jr.
- 1981: LeGrand G. van Uitert
- 1982: John R. Arthur Jr., Alfred Y. Cho
- 1983: David Turnbull
- 1984: Joseph P. Remeika
- 1985: Leroy L. Chang, Leo Esaki, Raphael Tsu
- 1986: John Croat, Jan Herbst, Norman C. Koon, Masato Sagawa
- 1987: Dan Shechtman
- 1988: J. Georg Bednorz, Paul C. W. Chu, K. Alex Muller
- 1989: John MacChesney, Robert D. Maurer, Charles K. Kao
- 1990: James L. Smith, Hans R. Ott, Frank Steglich, Zachary Fisk
- 1991: Francis J. DiSalvo Jr., Frederic Holtzberg
- 1992: Robert F. Curl, Harold W. Kroto, Richard E. Smalley
- 1993: Gordon C. Osbourn
- 1994: Peter Grünberg, Albert Fert, Stuart Parkin
- 1999: Eugene E. Haller, Thomas Richard Anthony
- 2000: M. Brian Maple
- 2001: Arthur Charles Gossard
- 2002: Donald S. Bethune, Sumio Iijima
- 2003: Charles M. Lieber
- 2004: Loren Pfeiffer
- 2005: Yoshinori Tokura
- 2006: Alex Zettl, Hongjie Dai
- 2007: Arthur J. Epstein, Joel S. Miller
- 2008: Arthur Hebard, Jun Akimitsu, Robert C. Haddon
- 2009: Akihisa Inoue, William L. Johnson
- 2010: Nicola A. Spaldin, Ramamoorthy Ramesh, Sang-Wook Cheong
- 2011: Arthur P. Ramirez
- 2012: Robert Cava
- 2013: Costas Soukoulis, David R. Smith, John B. Pendry
- 2014: Zhong Lin Wang
- 2015: Hideo Hosono
- 2016: Mercouri Kanatzidis
- 2017: Paul C. Canfield
- 2018: Rodney S. Ruoff
- 2019: Bogdan Andrei Bernevig, Claudia Felser, Xi Dai

- 2020: Mikhail Eremets

- 2021: Darrell G. Schlom, Ivan Božović, James N. Eckstein
- 2022: Daniel C. Ralph
- 2023: Emanuel Tutuc, James Hone, Kenji Watanabe, Takashi Taniguchi
- 2024: Harold Y. Hwang
- 2025: George Jackeli, Giniyat Khaliullin, Hidenori Takagi